# Messier 69
Messier 69 (M69)  även känd som NGC 6637 är en klotformig stjärnhop i stjärnbild Skytten. Den ligger 2,5° rakt väster om Messier 70 och ser nästan ut att vara dess tvilling. För att i någon mån kunna upplösa de enskilda stjärnorna krävs ett 150 mm teleskop. Hopen upptäcktes den 31 augusti 1780 av Charles Messier, samma natt som han upptäckte Messier 70. Han höll på att söka efter ett objekt som beskrivits av Nicolas Louis de Lacaille år 1751-2 och trodde sig ha återupptäckt det, men det är oklart om Lacaille verkligen beskrev Messier 69.

## Egenskaper
Messier 69 ligger omkring 28 700 ljusår från jorden och 5 200 ljusår från Vintergatan centrum, med en rumslig radie av 45 ljusår. Den är en förhållandevis metallrik klotformig stjärnhop som troligen ingår i den galaktiska bulbpopulationen. Den har en massa av 200 000 solmassor med en halvmasseradie av 11,6 ljusår, en kärna med en radie av 29,2 ljusår, och en tidvattenradie av 91,9 ljusår. Dess centrum har en hög luminositet av 6 460 gånger solens per kubikparsek. Det är nära granne med dess analoga M70 med ett eventuellt avstånd av endast 1 800 ljusår dem emellan.

## Galleri

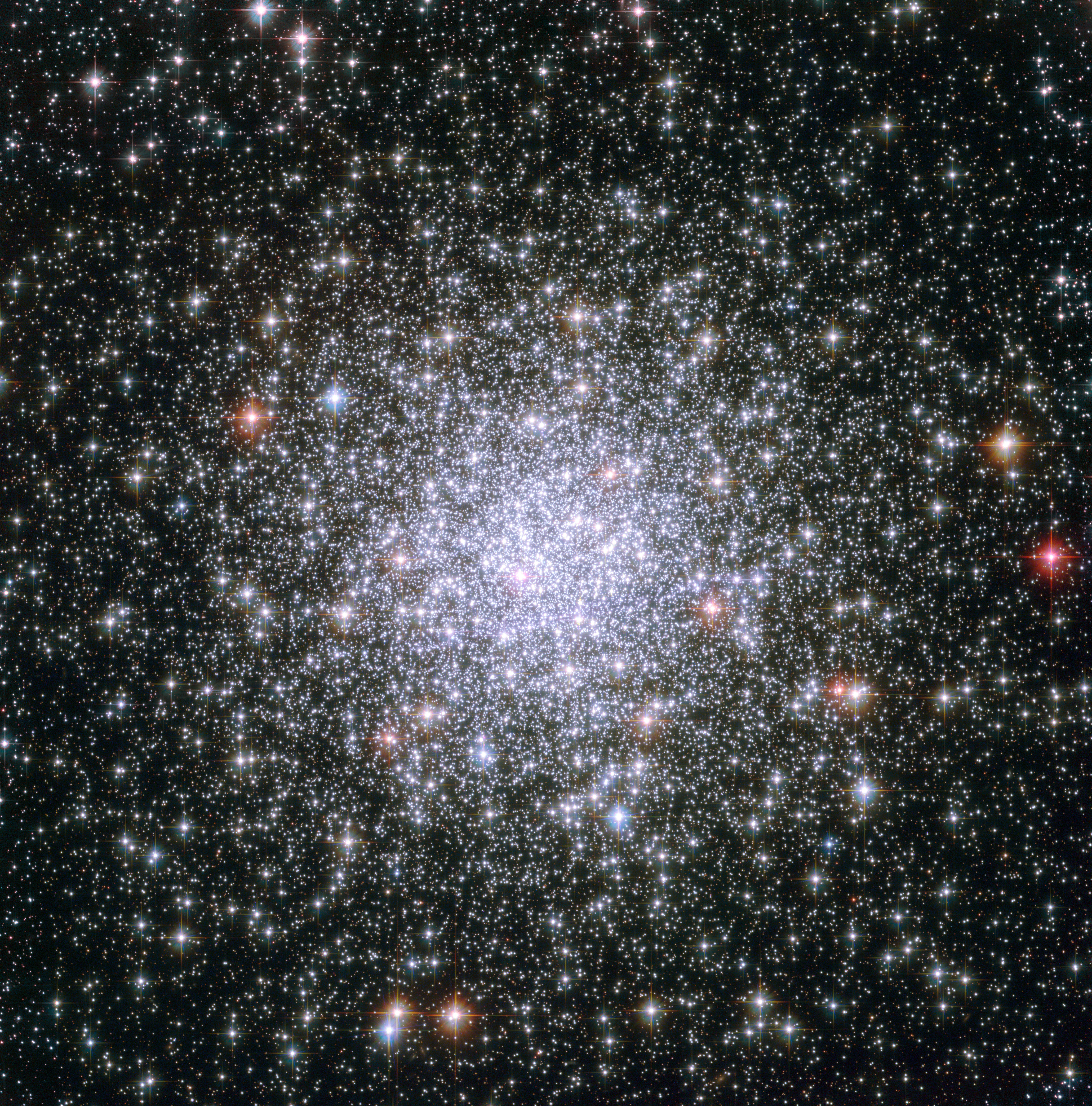
Som en klotformig stjärnhop är M69 en av de mest metallrika som listats.
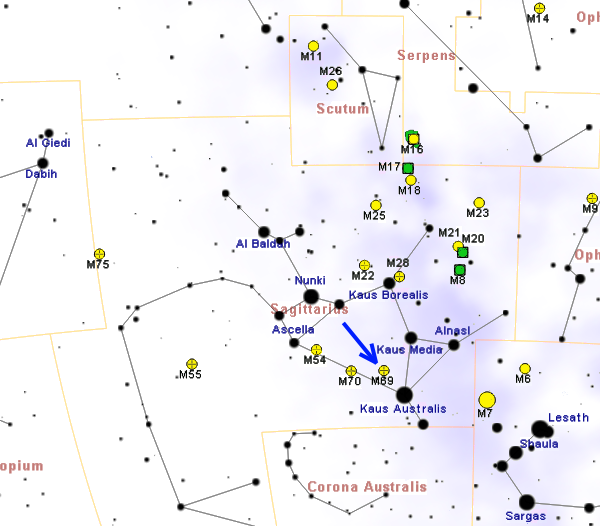
Karta som visar lokaliseringen av M69 (Roberto Mura)